# Olkhovka (Sverdlovsk)
|  | Per a altres significats, vegeu «Olkhovka». |

Olkhovka (en rus: Ольховка) és un poble (un possiólok) de l'óblast de Sverdlovsk, a Rússia, segons el cens del 2010 tenia 227 habitants.